# Norbert J. Mayer
Norbert Jan Mayer (* 2. Dezember 1938 in Freiwaldau, Reichsgau Sudetenland (heute Tschechien); † 9. April 2017), ausschließlich bekannt als Norbert J. Mayer, war u. a. ein deutscher Liedermacher, Dozent, Autor, Verleger und Professor.

## Biografie
Norbert Jan Mayer wuchs in Freiwaldau auf und kam nach der Vertreibung der Deutschen aus der Tschechoslowakei nach Wasserburg am Inn in Bayern. Nach dem Abitur studierte er Theaterwissenschaften, Germanistik und Philosophie. Er beendete sein Studium mit einem Doktortitel. Danach war er in Osnabrück und München beschäftigt. Dort unter anderem als Leiter des Theaters der Jugend.
Ab Mitte der 1970er Jahre zog er sich aus der Öffentlichkeit zurück. Später arbeitete er als Dozent und Professor u. a. an der Hochschule der Künste Berlin, der Freien Universität Berlin und der Ludwig-Maximilians-Universität München. Er gründete den Verlag „Der Berserker“ und veröffentlichte hier einige Bücher als Autor sowie anderer Autoren als Herausgeber. Mayer befasste sich zudem mit Schamanismus, unter anderem bei einer Reise zu den Huichol in Mexiko, einem schamanischen Ritual in Machu Picchu und einer schamanische Visionssuche nahe dem Death Valley. Er war verheiratet mit Hildegard Nora Mayer (1954–2015).

## Musikalisches Wirken
Von etwa Mitte der 1960er bis Mitte der 1970er Jahre veröffentlichte er mindestens drei Tonträger.

### Diskografie
- 1967: Spieglein, Spieglein an der Wand, Voggenreiter Xenophon
- Jahr unbekannt: Ich rieche, rieche Menschenfleisch, Voggenreiter Xenophon
- Jahr unbekannt: Sozialkritische Lieder des Nobert J. Mayer, Voggenreiter Xenophon